# Coral Buttsworth
Coral McInnes Buttsworth (född 1900 i Taree, New South Wales, Australien, död 20 december 1985 i Hazelbrook, NSW, Australien) var en australisk tennisspelare från Sydney som under 1930-talet vann singeltiteln Grand Slam-turneringen Australiska mästerskapen två gånger.
Coral Buttsworth var en kraftfull och mycket snabb tennisspelare. Hon hade ett rikt varierat spel som främst kännetecknades av omväxlande korta underskruvade bollar och långa bollar som tvingade motståndaren att rusa fram och åter mellan baslinen och nätet. Hon vann singeltiteln i Australiska mästerskapen första gången 1931 genom finalseger över Marjorie Cox Crawford med siffrorna 1-6, 6-3, 6-4. Hon var i final också 1932 och besegrade då K. L. Mesurier med 9-7 6-4. I samma turnering vann hon också dubbeltiteln tillsammans med Cox Crawford. 
Buttsworth spelade sin sista GS-final 1933, då hon åter var i final i Australiska mästerskapen. Denna gång fick hon ge sig mot landsmaninnan Joan Hartigan med 4-6, 3-6. 

## Grand Slam-titlar
- Australiska mästerskapen
  - Singel - 1931, 1932
  - Dubbel - 1932